# Iulian Chiriță
Iulian Chiriță (ur. 2 lutego 1967 w Târgoviște) – rumuński piłkarz grający na pozycji ofensywnego pomocnika.

## Kariera klubowa
Chiriță wywodzi się z miasta Târgoviște. Piłkarską karierę rozpoczął w tamtejszym klubie CS Târgoviște i w latach 1985–1987 występował w jego barwach w drugiej lidze. Następnie przeszedł do pierwszoligowej Flacăry Moreni i 13 marca 1988 roku zadebiutował w ekstraklasie w przegranym 0:2 meczu z Universitateą Craiova. W 1988 roku zajął 6. miejsce w lidze, a rok później - 4. Po spadku klubu do drugiej ligi w 1990 roku przeszedł do FC Brașov, w którym spędził półtora roku.
Na początku 1992 roku trafił do jednego z czołowych klubów Rumunii, Rapidu Bukareszt. Grał tam przez 5 lat w pierwszym składzie w latach 1993–1995 zajmując 4. miejsce w Divizii A, a w 1996 - miejsce 3. W sezonie 1996/1997 przez krótki okres grał w FC Brașov, a następnie został piłkarzem Dinama Bukareszt. Na rundę wiosenną sezonu 1997/1998 przeszedł do FC Argeș Pitești, a ostatnim klubem w jego karierze była Chindia Târgoviște, w barwach której występował przez rok w drugiej lidze. W 1999 roku zakończył piłkarską karierę w wieku 32 lat.

## Kariera reprezentacyjna
W reprezentacji Rumunii Chiriță zadebiutował 20 kwietnia 1994 roku w wygranym 3:0 towarzyskim meczu z Boliwią. W 1994 roku został powołany przez Anghela Iordănescu do kadry na Mistrzostwa Świata w USA, jednak nie zagrał tam w żadnym spotkaniu. W kadrze narodowej zagrał 3 razy.